# 576853 Rafalreszelewski
576853 Rafalreszelewski è un asteroide della fascia principale. Scoperto nel 2012, presenta un'orbita caratterizzata da un semiasse maggiore pari a 2,7928524 au e da un'eccentricità di 0,1611265, inclinata di 6,89919° rispetto all'eclittica.